# Hiệp Hòa (keizer)
Hiệp Hòa (1847 - 1883) was keizer van Vietnam van 30 juli 1883 tot 29 november 1883. Hij was was de opvolger van keizer Duc Duc en de 6e keizer van de Nguyen-dynastie. Hoewel de meeste Vietnamese keizers een regeernaam hadden (Nien Hieu), had Hiệp Hòa er geen. Meestal wordt hij Hiệp Hòa genoemd. Na zijn dood (Dang Ton Hieu) werd hij Cung Tong Hoang De genoemd.